# Autonome Universiteit van Barcelona
De Universitat Autònoma de Barcelona (UAB, Autonome Universiteit van Barcelona) is een openbare universiteit in Barcelona, Catalonië, Spanje. De universiteit is lid van de European University Association, Universia, Venice International University en het Joan Lluís Vives netwerk. Het is na de Pompeu Fabra Universiteit en de Universiteit van Barcelona een van de meest gerenommeerde onderwijsinstellingen in Spanje.
Het grootste deel van de gebouwen van de UAB zijn gelegen op de campus van Bellaterra, in het randstadje Cerdanyola del Vallès. Het heeft ook enkele doceercentra in Sabadell, Manresa en de stad Barcelona zelf. In het academiejaar 2011-2012 waren er 45 667 studenten ingeschreven en had de UAB 6914 werknemers, waarvan 4411 academisch personeel.

## Geschiedenis
De Autonome Universiteit van Barcelona werd opgericht in 1968. De naam vindt zijn herkomst in de Tweede Spaanse Republiek, toen de naam van Universiteit van Barcelona in Autonome Universiteit van Barcelona veranderd werd. Het gaat tegenwoordig om twee verschillende universiteiten.
Bij de oprichting van de UAB waren er maar vier faculteiten: Geneeskunde, Wetenschappen, Letteren en Wijsbegeerte, en Economische Wetenschappen en Bedrijfskunde. In 1969 werden terreinen aangekocht buiten de stad Barcelona, in Cerdanyola del Vallès. Dit was geen toeval: het dictatoriale Spanje wou de studentenprotesten tegen Franco in densiteit verminderen door de studenten te verspreiden over het grondgebied. De universiteit is een van de stichtende leden van de Catàleg d'autoritats de noms i títols de Catalunya.

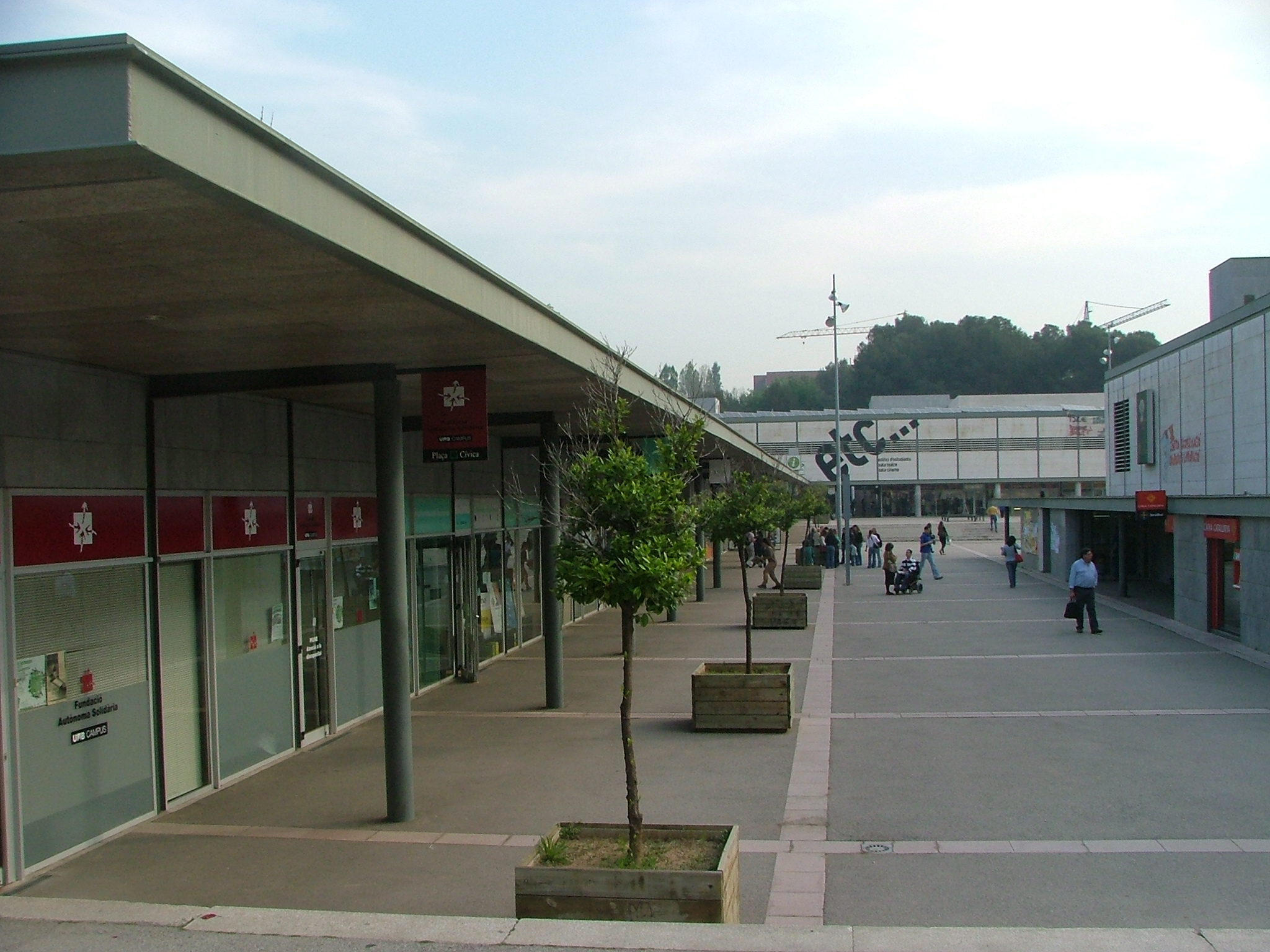
Het centrale plein van de universiteitscampus in Bellaterra

De eerste lichting afgestudeerden bedroeg 147 alumni, opgeleid in een nieuw onderwijsmodel dat meer oog had voor praktische seminaries met minder studenten, in tegenstelling tot onderwijs in grote groepen ex cathedra van de Universiteit van Barcelona.

## Faculteiten
De universiteit heeft 12 faculteiten en een technische hogeschool:
- Faculteit Economische Wetenschappen en Bedrijfskunde
- Faculteit Biologie
- Faculteit Wetenschappen
- Faculteit Pedagogie
- Faculteit Communicatiewetenschappen
- Faculteit Politieke Wetenschappen en Sociologie
- Faculteit Rechtsgeleerdheid
- Faculteit Letteren en Wijsbegeerte

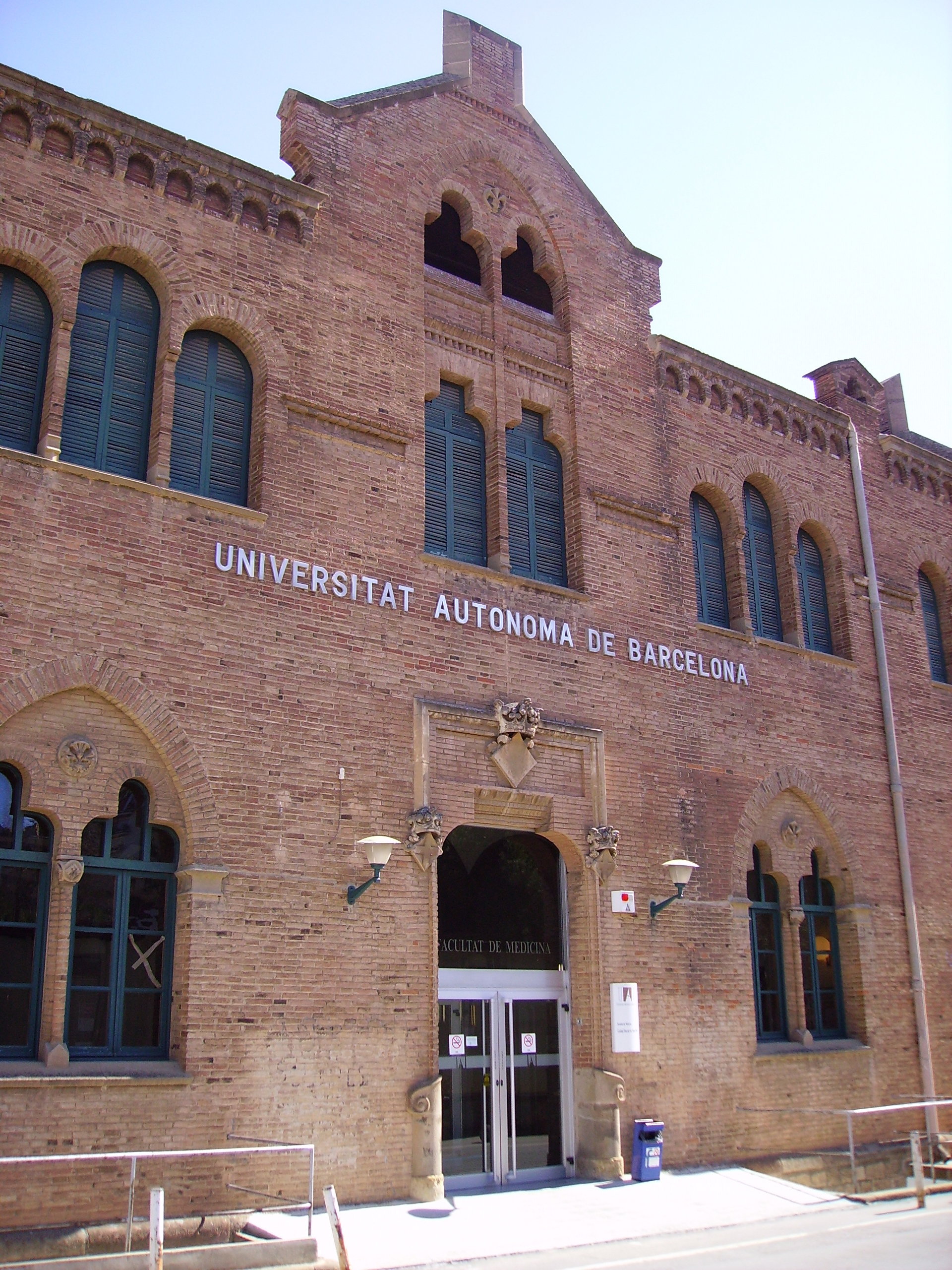
De faculteit Geneeskunde, hospitaal Sant Pau

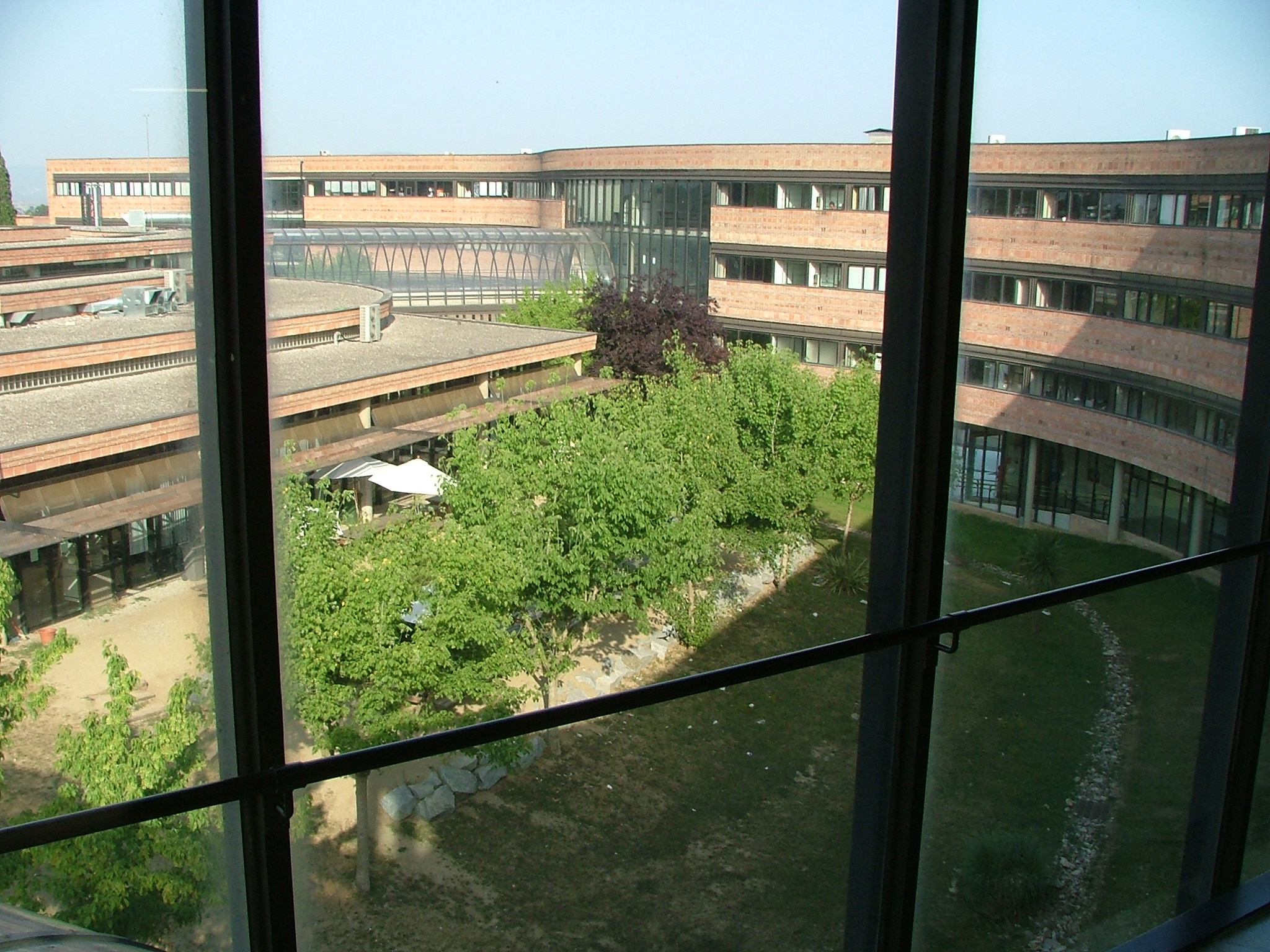
De faculteit Diergeneeskunde

- Faculteit Geneeskunde

- Faculteit Psychologie
- Faculteit Vertalen en tolken
- Faculteit Diergeneeskunde

- Ingenieurshogeschool